# Hannes Arch
Hannes Arch (ur. 22 września 1967 w Leoben, zm. 8 września 2016 w Heiligenblut am Großglockner) – austriacki pilot akrobata. Od 2007 roku uczestniczył w zawodach Red Bull Air Race z numerem startowym 22. Zginął w wypadku prowadzonego przez siebie śmigłowca w Wysokich Taurach.

## Sukcesy
- 2006 – Mistrzostwo Europy w akrobacjach Freestyle

## Rezultaty
| Hannes Arch w Red Bull Air Race World Series | Hannes Arch w Red Bull Air Race World Series | Hannes Arch w Red Bull Air Race World Series | Hannes Arch w Red Bull Air Race World Series | Hannes Arch w Red Bull Air Race World Series | Hannes Arch w Red Bull Air Race World Series | Hannes Arch w Red Bull Air Race World Series | Hannes Arch w Red Bull Air Race World Series | Hannes Arch w Red Bull Air Race World Series | Hannes Arch w Red Bull Air Race World Series | Hannes Arch w Red Bull Air Race World Series | Hannes Arch w Red Bull Air Race World Series | Hannes Arch w Red Bull Air Race World Series | Hannes Arch w Red Bull Air Race World Series | Hannes Arch w Red Bull Air Race World Series | Hannes Arch w Red Bull Air Race World Series |
| Rok                                          | 1                                            | 2                                            | 3                                            | 4                                            | 5                                            | 6                                            | 7                                            | 8                                            | 9                                            | 10                                           | 11                                           | 12                                           | Punkty                                       | Wygrane                                      | Miejsce                                      |
| -------------------------------------------- | -------------------------------------------- | -------------------------------------------- | -------------------------------------------- | -------------------------------------------- | -------------------------------------------- | -------------------------------------------- | -------------------------------------------- | -------------------------------------------- | -------------------------------------------- | -------------------------------------------- | -------------------------------------------- | -------------------------------------------- | -------------------------------------------- | -------------------------------------------- | -------------------------------------------- |
| 2007                                         | DNQ                                          | 4                                            | 10                                           | 11                                           | CAN                                          | 12                                           | 11                                           | 10                                           | 12                                           | 10                                           | CAN                                          | 9                                            | 3                                            | 0                                            | 10                                           |
| Razem                                        |                                              |                                              |                                              |                                              |                                              |                                              |                                              |                                              |                                              |                                              |                                              |                                              | 3                                            | 0                                            | 10                                           |

Legenda
- CAN – zawody nie odbyły się
- DNQ – nie zakwalifikował się